# Kai Solbustad
Kai Hartvig Solbustad (* 1948) ist ein ehemaliger norwegischer Skispringer.

## Werdegang
Solbustad gab sein internationales Debüt bei der Vierschanzentournee 1972/73. Dabei verpasste er in allen Springen den Sprung unter die besten 50 und erreichte so in der Gesamtwertung mit 692,6 Punkten den 56. Platz. Nach einem Jahr Pause ging er bei der Vierschanzentournee 1974/75 erneut an den Start. Dabei erreichte er mit Rang 26 auf der Bergiselschanze in Innsbruck sein bestes Einzelergebnis. In der Gesamtwertung erreichte er schließlich mit 718,1 Punkten den 35. Platz. Bei seiner letzten Vierschanzentournee 1975/76 konnte er an diese Leistung nicht mehr anknüpfen. In der Gesamtwertung erreichte er Rang 49.

## Erfolge

### Vierschanzentournee-Platzierungen
| Saison  | Platz | Punkte |
| ------- | ----- | ------ |
| 1972/73 | 56.   | 692,6  |
| 1974/75 | 35.   | 718,1  |
| 1975/76 | 49.   | 684,3  |